# 콘랜던 네덜란드 항공
콘랜던 네덜란드 항공(영어: Corendon Dutch Airlines)은 네덜란드의 전세 항공사로 허브 공항은 암스테르담 스히폴 공항을 사용하고 있다.

## 운항 노선

### 남아메리카
브라질
- 나타우 - 고브 알루이지오 알베스 국제공항

### 아프리카
카보베르데
- 살섬 - 아밀카 카브랄 국제공항

 이집트
- 후르가다 – 후르가다 국제공항

 감비아
- 반줄 – 반줄 국제공항

### 유럽
불가리아
- 부르가스 – 부르가스 공항

 그리스
- 이라클리오 – 이라클리오 국제공항
- 코스섬 – 코스섬 국제공항
- 로도스 – 디아고라스 국제공항
- 미틸리니 – 미틸리니 국제공항

 북마케도니아
- 오흐리드 – 오흐리드 공항

 네덜란드
- 암스테르담 - 암스테르담 스히폴 공항 허브
- 마스트리흐트 - 마스트리흐트 아첸 공항 허브

 포르투갈
- 파루 – 파루 공항
- 푼샬 – 마데이라 공항

 스페인
- 푸에르테벤투라섬 - 푸에르테벤투라섬 공항
- 그란카나리아섬 - 그란카나리아섬 공항
- 란사로테섬 - 란사로테섬 공항
- 테네리페섬 - 테네리페 수르 공항
- 이비사 - 이비사 공항
- 팔마데마요르카 - 팔마데마요르카 공항
- 말라가 - 말라가 코스타델솔 공항

 튀르키예
- 안탈리아 – 안탈리아 공항
- 보드룸 - 밀라스 보드룸 공항
- 달라만 - 달라만 공항
- 이즈미르 - 이즈미르 공항

## 보유 기종
- 2019년 12월 기준으로 콘랜던 네덜란드 항공은 다음과 같이 보유하고 있으며 평균 기령은 2년이다.[2][3]